# Кулон
Вижте пояснителната страница за други значения на Кулон.
Кулон (означение C) е производна единица от международната система единици SI за измерване на електрически заряд. Когато електрически ток със сила един ампер тече в продължение на една секунда, той пренася електрически заряд един кулон, т.е.:
{\displaystyle 1C=1A\cdot s}
Заряд от един кулон е приблизително равен на заряда на 6,24 x 1018 електрона.
Един кулон също така е заряд на положителния електрод на кондензатор с капацитет 1 F, зареден до потенциална разлика от 1 V:
{\displaystyle 1C=1F\cdot V}
За измерване заряда на акумулаторните батерии се използва единицата амперчас, която е производна на кулон:
1 Ah = 3,6 kC
Единицата е наречена на френския физик Шарл дьо Кулон, който прави редица важни изводи за природата на електрическото взаимодействие. Той доказва, че взаимодействието е правопропорционално на големината на електрическите заряди и обратно пропорционално на разстоянието между тях (виж Закон на Кулон).

## Дефиниция
Системата SI определя кулона чрез величините ампер и секунда: 1 C = 1 A × 1 s. Амперът е дефиниран, като е определено фиксираната числова стойност на елементарния заряд да бъде 1,602 176 634×10−19, изразена чрез единицата A·s, където секундата е дефинирана чрез ∆νCs.
Тъй като зарядът на един електрон е −1,602 176 634×10−19 C, то −1 C е зарядът приблизително на 6,241509×1018 електрона, а +1 C е зарядът на също толкова позитрона или протона, където числото е реципрочното на 1,602 176 634×10−19.